# Distrito electoral de Millard (condado de Douglas, Nebraska)
Millard (en inglés: Millard Precinct) es un distrito electoral ubicado en el condado de Douglas en el estado estadounidense de Nebraska. En el Censo de 2010 tenía una población de 19338 habitantes y una densidad poblacional de 1.664,02 personas por km².

## Geografía
Millard se encuentra ubicado en las coordenadas 41°12′37″N 96°9′40″O / 41.21028, -96.16111. Según la Oficina del Censo de los Estados Unidos, Millard tiene una superficie total de 11.62 km², de la cual 11.57 km² corresponden a tierra firme y (0.42%) 0.05 km² es agua.

## Demografía
Según el censo de 2010, había 19338 personas residiendo en Millard. La densidad de población era de 1.664,02 hab./km². De los 19338 habitantes, Millard estaba compuesto por el 91.25% blancos, el 1.22% eran afroamericanos, el 0.25% eran amerindios, el 4.45% eran asiáticos, el 0.07% eran isleños del Pacífico, el 1.2% eran de otras razas y el 1.56% pertenecían a dos o más razas. Del total de la población el 3.33% eran hispanos o latinos de cualquier raza.